# روبي تومسون
روبي تومسون (بالإنجليزية: Robbie Thomson) (7 مارس 1993 بدندي في المملكة المتحدة - ) هو لاعب كرة قدم بريطاني في مركز حراسة المرمى. شارك مع منتخب اسكتلندا تحت 16 سنة لكرة القدم ومنتخب اسكتلندا تحت 17 سنة لكرة القدم ومنتخب اسكتلندا تحت 19 سنة لكرة القدم. أما مع النوادي، فقد لعب مع كوين أوف ساوث ونادي روتشديل ونادي سلتيك ونادي ستنهاوسموير وأردريونيانز ونادي كاودينبيث لكرة القدم.

## وصلات خارجية
- روبي تومسون على موقع قاعدة بيانات كرة القدم.إي يو (الإنجليزية)
- روبي تومسون على موقع Soccerbase.com (لاعب) (الإنجليزية)
- روبي تومسون على موقع Soccerway.com (الإنجليزية)